# Rhaconotus intermedius
Rhaconotus intermedius är en stekelart som beskrevs av Sergey A. Belokobylskij och Chen 2004. Rhaconotus intermedius ingår i släktet Rhaconotus och familjen bracksteklar. Inga underarter finns listade i Catalogue of Life.